# Abell 3266

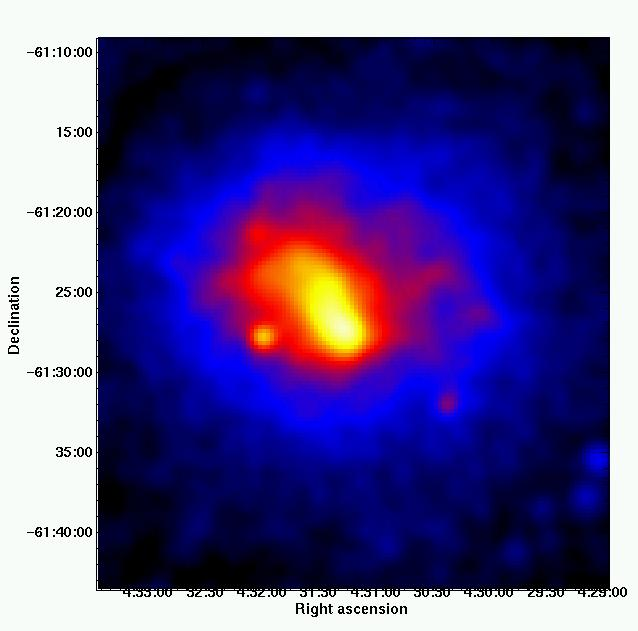
Röntgenstraling in Abell 3266, gemeten door ROSAT

Abell 3266 is een cluster van sterrenstelsels uit de Abell-catalogus. De cluster staat aan de zuidelijke hemelsfeer in het sterrenbeeld Net. Het is een van de grootste clusters in de zuidelijke hemelsfeer en groeit nog altijd. Abel 3266 maakt deel uit van de Horologium supercluster. In de cluster bevinden zich meerdere zaken die door de huidige stand van de wetenschap niet verklaard kunnen worden.

## Geschiedenis
Abell 3266 ligt op ongeveer 800 miljoen lichtjaar bij de Aarde vandaan en het is ongeveer 300 miljoen lichtjaar breed. Hij bestaat uit meerdere sterrenstelsels, waarin ook meerdere zwarte gaten met jets aanwezig zijn. Normaal gaan de jets rechtuit, maar bij Abell 3266 is er een zwart gat aanwezig waarvan de jets, door de beweging van het betreffende sterrenstelsel waar het zwarte gat zich in bevindt, gebogen zijn. Niet alle sterrenstelsels in de cluster lijken actief te zijn. Zo zijn van ten minste een (superzwaar) zwart gat de restanten te zien, zogenaamde radio fossielen, dit gat voedt zich niet meer met omliggende materie.
Een ander astronomisch verschijnsel dat in de cluster plaatsvindt, zijn de overblijfselen van een schokgolf die zich naar binnen lijken te bewegen (hij is concaaf van vorm) in plaats van naar buiten. Deze restanten werd door de onderzoekers dan ook "Wrong Way" genoemd, omdat de schokgolf door de zwaartekracht naar het centrum van de cluster hoort te bewegen en deze juist van het centrum af gaat. Ook is de golf veel helderder te zien in het radiospectrum, dan dat verwacht werd. Waarom dit zo is, is niet bekend. De wetenschappers hebben hier geen verklaring voor.
In het midden van de cluster bevindt zich een halo. Deze halo is ontstaan door fusies van sterrenstelsels.
In 2006 werd door wetenschappers, van onder andere de ESA en het Max Planckinstituut, in de cluster een bal gas ontdekt van 3 miljoen lichtjaar breed, dat is ongeveer 5 miljard keer het formaat van ons eigen zonnestelsel. De bal beweegt met een snelheid van ongeveer 750 kilometer per seconden door de cluster. Het heeft hierdoor, net als een komeet, een staart. Het gas heeft daarbij ook een temperatuur van ongeveer 100 miljoen graden. Door de gasbel groeit de cluster Abell 3266 nog altijd in massa en omvang. De gasbel zelf echter, wordt juist met het gewicht van een zon per uur lichter, doordat gas geconcentreerd raakt en via de staart van de gasbel wegvloeit. De bel gas wordt door donkere materie bij elkaar gehouden. Door de wisseling tussen de zwaartekracht van donkere materie en de zwaartekracht van sterrenstelsels in de cluster kunnen er misschien in de toekomst nieuwe sterrenstelsels ontstaan.
In 2022 werd bekendgemaakt dat uit de cluster radiosignalen komen die wetenschappers met de kennis van het moment niet kunnen verklaren. De cluster werd onderzocht door een team onder leiding van Christopher Riseley van de Universiteit van Bologna in Italië. Door beelden van de Murchison Widefield Array, de ASKAP-radiotelescoop en de ATCA samen te voegen werd een beeld van de cluster verkregen dat op sommige plekken niet goed verklaard kan worden. Bestaande modellen en de waargenomen anomalieën komen dus niet overeen en vooralsnog kunnen de astronomen niet verklaren waarom. Radiosignalen komen normaal gesproken van één plek, bij deze cluster komen de signalen elke keer van een andere plek en het zijn ook verschillende soorten radiosignalen. Een van de bronnen werd ook ontdekt: de overblijfselen van een superzwaar zwart gat, of die van de jets van een zwart gat dat niet meer actief is. Deze overblijfselen, zogenaamde fossiele radio-emissies, lijken echter niet uit de getoonde resten, maar uit een andere bron te komen.
Het is bekend dat de radiosignalen bij Abel 3266 ontstaan doordat de cluster het resultaat is van een fusie, dat nog gaande is.